# Dextera Domini

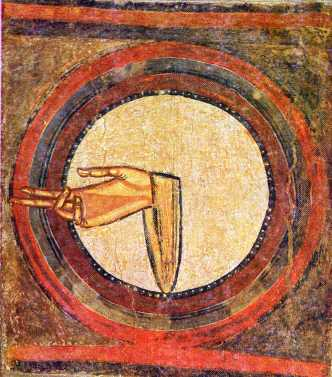
Detall d'un fresc medieval en Sant Climent de Taüll amb la mà de Déu com a motiu aïllat.

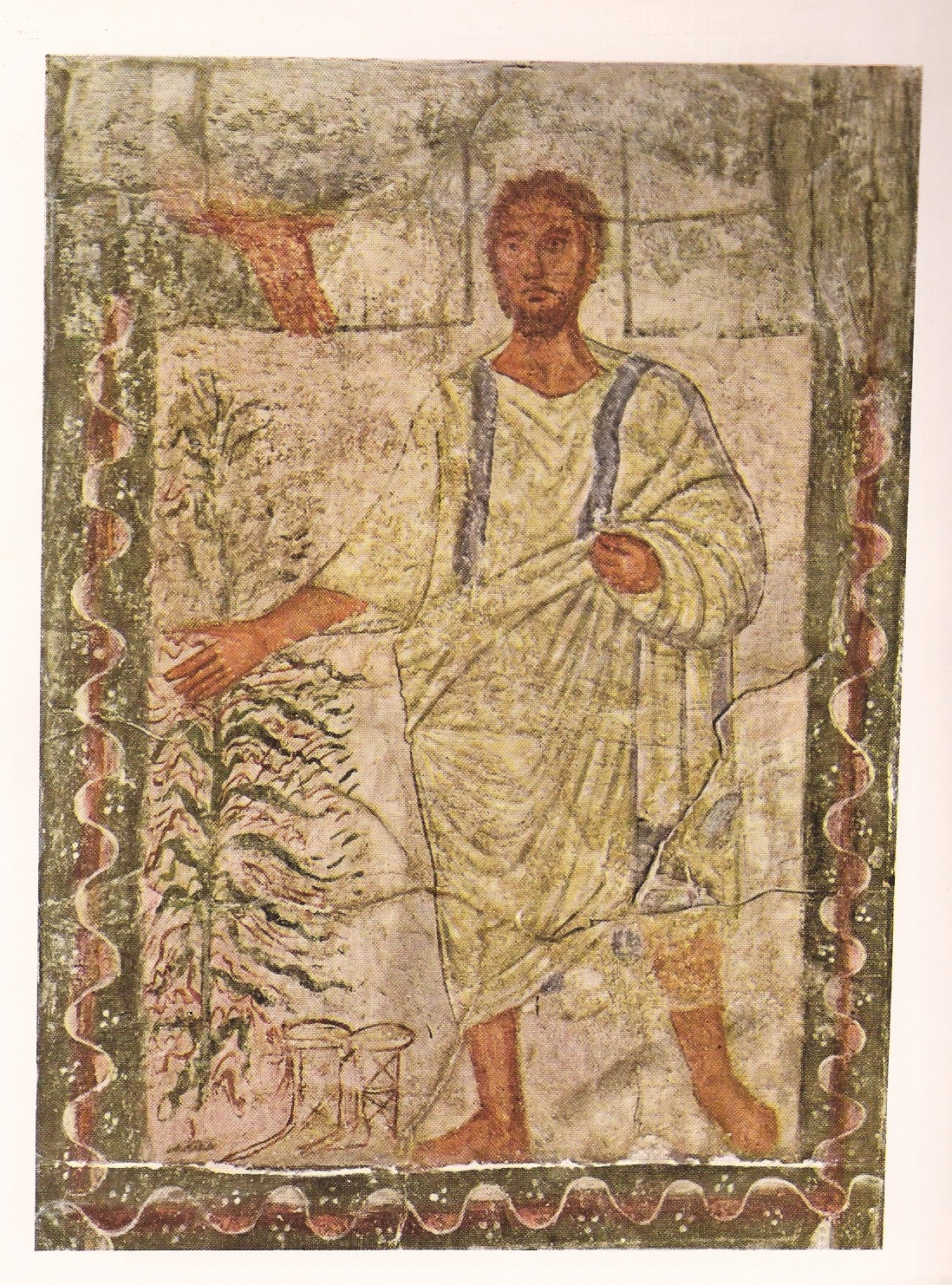
La mà de Déu en l'escena de Moisès i l'esbarzer ardent, panell lateral de la Sinagoga de Dura Europos.

Dextera Domini, a l'art, és la representació de la mà de Déu, una forma usada per les religions fortament monoteistes com el judaisme, per mostrar la intervenció divina en un determinat context. S'ha de tenir en compte que a l'Antic Testament hi ha una prohibició expressa de representar Déu. Així una imatge d'una mà que baixa del cel o apareix sola (sense cos) serveix per mostrar una intervenció divina. Existeixen també textos de l'Antic Testament que semblen sostenir aquest tema iconogràfic (cf. Ex 15, 6; Sal 19, 7; Sal 79, 16-18; Sal 117, 16). A les cultures orientals del període s'associa la mà al poder regi i fins i tot se li concedeix un poder taumatúrgic doncs mitjançant la mà passarien les forces divines que permeten, per exemple, la curació.
A l'àmbit cristià la mà dreta de Déu (Dextera Domini en llatí) té diverses significacions: indica protecció divina, també legitimació d'un poder o bé un testimoni qualsevol. Hi ha representacions tant del palmell com del dors. Sovint en el cel entre els núvols i dirigida cap a la terra; amb els dits oberts o bé beneint.
Encara que la major part de les vegades és part d'una representació o quadre més ampli, de vegades també es representa només la mà sense context (vegeu per exemple, el Sacramentari d'Enric II o el fresc de Sant Climent de Taüll -Museu Nacional d'Art de Catalunya a Barcelona-). En temes de l'Antic Testament es col·loca la mà dreta de Déu que rep el sacrifici d'Abel o el de Melquisedec (vegeu la basílica de Sant Vidal a Ravenna), també per aturar el sacrifici d'Isaac. En representacions del Nou Testament apareix per a l'Anunciació (vegeu la capella palatina de Palerm) o al baptisme de Crist. A més a més es fa servir per representar temes de la tradició cristiana o dels evangelis apòcrifs com per exemple, la dormició de la mare de Jesús. En representar sants, s'inclou de vegades la mà de Déu per mostrar el coronament del personatge o per beneir-los. Una mica semblant succeeix a molts còdexs carolingis i otonians on la presència de la mà de Déu indica la sobirania reconeguda per Déu (vegeu la Primera Biblia de Carles el Calb present a la Bibliothèque nationale de France).
El tema iconogràfic anirà desapareixent a mesura que les representacions humanes de Déu Pare es faran més comuns.